# Тесто, Дэвид
Дэвид Рэндолф Тесто (англ. David Randolph Testo; 7 августа 1981, Уинстон-Сейлем, Северная Каролина) — американский футболист, полузащитник. Известен как один из немногих открытых геев в профессиональном футболе.

## Ранние годы
Тесто родился 7 августа 1981 года в Уинстон-Сейлеме (штат Северная Каролина) в семье набожных христиан. Когда умер отец, Дэвиду было 10 лет. Во время обучения в колледже он играл за команду Университета Южной Каролины, а затем за Университет Северной Каролины в Чапел-Хилл.

## Клубная карьера
После окончания учёбы Тесто оказался на супердрафте MLS 2003, но выбран не был. В том же году Дэвид подписал контракт с клубом «Ричмонд Кикерс» из A-League, второго дивизиона, и, забив 6 голов в 28 матчах сезона, был назван новичком года в лиге. В 2004 году он был подписан клубом MLS «Коламбус Крю», за который отыграл три скомканных травмами сезона. В 2006 году Тесто вернулся во второй дивизион, перейдя в «Ванкувер Уайткэпс», в составе которого провёл полтора сезона. В июле 2007 года он был продан в «Монреаль Импакт», где выступал в течение четырёх с половиной лет, а в сезоне 2009 был назван самым ценным игроком клуба.

## Личная жизнь
Дэвид Тесто — открытый гей. 10 ноября 2011 года в интервью канадскому радио спортсмен заявил, что является гомосексуалом и что семья, друзья, товарищи по команде давно уже знают об этом. После этого признания ни один клуб не пожелал заключить с футболистом контракт. Его спортивная карьера закончилась. В настоящее время Дэвид преподаёт свою любимую йогу.